# Ptahhotep
Ptahhotep (Egyptisch: ptḥ ḥtp; fl. ca. 2400 v.Chr.), soms aangeduid als Ptahhotep I, was vizier van Egypte tijdens de regering van Djedkare Isesi (2414-2375 v.Chr.), een farao van de vijfde dynastie van het oude Egypte. 

## Graf
Mastaba D62 in noord-Saqqara is het graf van Ptahhotep, bekend vanwege de reliëfs met beschildering. 
De mastaba heeft verschillende kamers rondom een open hof met tien pijlers. De meeste wanden zijn gedecoreerd met reliëfs, maar alleen de onderste delen van zijn bewaard gebleven. Zijn zoon Achhotep is het enige familielid van wie de naam bewaard is in de grafdecoratie; de naam van Ptahhoteps echtgenote is niet bewaard. De schijndeur heeft een offertafel ervoor. Ptahhoteps titels waren onder andere vizier (eerste minister), burgemeester, opzichter van het schathuis, opzichter van de koninklijke schrijvers, opzichter van de graanopslag en opzichter van de koninklijke werken. 

## Wijsheidsleer van Ptahhotep
Ptahhotep is bekend door de aan hem toegeschreven Wijsheidsleer (een verzameling wijze uitspraken en aanbevelingen), die compleet bewaard is op de Papyrus Prisse in de Franse Nationale Bibliotheek in Parijs en fragmentarisch in latere afschriften.
De Wijsheidsleer van Ptahhotep betreft de oudste volledig bewaarde levenslessen van een man aan zijn zoon. De tekst verhaalt dat vizier Ptahhotep toestemming verzoekt aan zijn koning Djedkare Isesi om een adoptieve zoon in zijn huis op te nemen en op te voeden. Nu hij oud geworden is, wil hij zijn kennis en ervaring niet verloren laten gaan maar overdragen op een leerling. De koning geeft Ptahhotep ten antwoord: "Voed hem dan op met de woorden van vroeger, voordat je jezelf ter ruste begeeft. Breng hem het gedrag van zonen van hoge ambtenaren bij. (...) Niemand komt immers wijs ter wereld."
De moraliserende tekst schetst als ideaalbeeld een rustige en rechtvaardige samenleving waarin de verdrukten en zwakken geholpen worden. 
De Wijsheidsleer van Ptahhotep en die van Kagemni zijn wel de oudste boeken ter wereld genoemd. Deze teksten kunnen beschouwd worden als de oudste bekende voorbeelden van wijsheidsliteratuur, een gangbaar tekstgenre in het Oude Nabije Oosten.

## Voetnoten
1. ↑  Mourad 2015.
2. ↑  N.B.: De Papyrus Prisse heeft weliswaar de oudste en complete versie van de Wijsheidsleer van Ptahhotep, maar de papyrus is geschreven tijdens de twaalfde dynastie, ca. 5 eeuwen na de tijd van Ptahhotep.
3. ↑  Loose 2015, p. 84.
4. ↑  Er is wel gesuggereerd dat de Wijsheidsleren van Ptahhotep en Kagemni model stonden voor o.a. Hammoerabi en Salomo, die over vergelijkbare (maatschappelijke) thema's schreven, maar het is onwaarschijnlijk dat zij deze Egyptische teksten hebben gelezen.